# Gran Turismo (film)
Gran Turismo är en amerikansk action- och äventyrsfilm som är regisserad av Neill Blomkamp, med manus av Jason Hall och Zach Baylin. Filmen är producerad av Columbia Pictures, PlayStation Productions, Trigger Street Productions och 2.0 Entertainment, baserad på TV-spelserien med samma namn. Filmen är också baserad på verkliga händelser med Jann Mardenborough, en tonårig Gran Turismo-spelare som strävar efter att bli en racerförare.
Filmen hade biopremiär i Sverige den 11 augusti 2023, utgiven av Sony Pictures Releasing.

## Handling
Handlingen kretsar kring en Gran Turismo-spelare, Jann Mardenborough, som genom att vinna ett antal Nissan-sponsrade videospelstävlingar hoppas kunna bli professionell racerförare i verkligheten.

## Rollista (i urval)
- Archie Madekwe – Jann Mardenborough
- David Harbour – Jack Salter
- Orlando Bloom – Danny Moore
- Darren Barnet – Matty Davis
- Djimon Hounsou – Steve Mardenborough
- Geri Halliwell – Janns mamma
- Josha Stradowski – Nicholas Capa
- Thomas Kretschmann – Nicholas far
- Maeve Courtier-Lilley – Audrey
- Richard Cambridge – Felix
- Emelia Hartford – Leah Vega